# Kudelski Group
La compañía Kudelski es una empresa suiza dirigida por André Kudelski especializada en seguridad informática, sobre todo en el cifrado y descrifrado de señal MPEG. Una parte importante de plataformas de televisión digital con acceso condicional (de pago por visión) son clientes de esta empresa.
El producto estrella de Kudelski Corporation es Nagravisión , de la que ya hay tres versiones, todas ellas surgieron como cifrado del alta seguridad, hoy en día su mejor producto se conoce como Nagravisión 3, que es un Sistema de Acceso Condicional impenetrable hasta la fecha.
Otras empresas del Grupo son:
- Quative: Empresa de middleware para IPTV.
- OpenTV: Una de las principales empresas de middleware para sistemas de televisión por cable.
- Lisys: Software para control de contenidos.
- SKIDATA: Sistemas de acceso y aparcamiento